# Liste des partis politiques en Jordanie
- Courant du Futur
- Front démocratique arabe
- Front islamique d'action
- Mouvement démocratique islamique arabe
- Parti Baas
- Parti centriste musulman
- Parti communiste jordanien
- Parti de la paix jordanien
- Parti démocratique arabe jordanien
- Parti démocratique jordanien de la gauche
- Parti démocratique populaire jordanien
- Parti démocratique progressiste jordanien
- Parti national constitutionnel
- Parti social nationaliste syrien